# Henric von Zweigbergk
Anders Petter Henrik von Zweigbergk, född 27 juli 1962 i Västerleds församling, Stockholm, är en svensk producent och studioman. Han var 2010 Sveriges mest anlitade studioman för direktsända TV-program.
Henric von Zweigbergk arbetade som dörrvakt på Café Opera fram till 1993. År 1994 var han livvakt till ishockeyspelarna Wayne Gretzky och Mark Messier. År 1993 fick han erbjudande av Adam Alsing att börja arbeta som studioman. 2012 gjorde han sin 55:e sändning med Melodifestivalen. Han övertalade Owe Thörnqvist att delta i Melodifestivalen 2017 efter en spelning på Sommarkrysset. Han har varit producent och studioman för bland annat Eurovision Song Contest, Melodifestivalen, Sommarkrysset.
Han är gift med Camilla Bjering von Zweigbergk som han träffade under sitt arbete med Melodifestivalen.

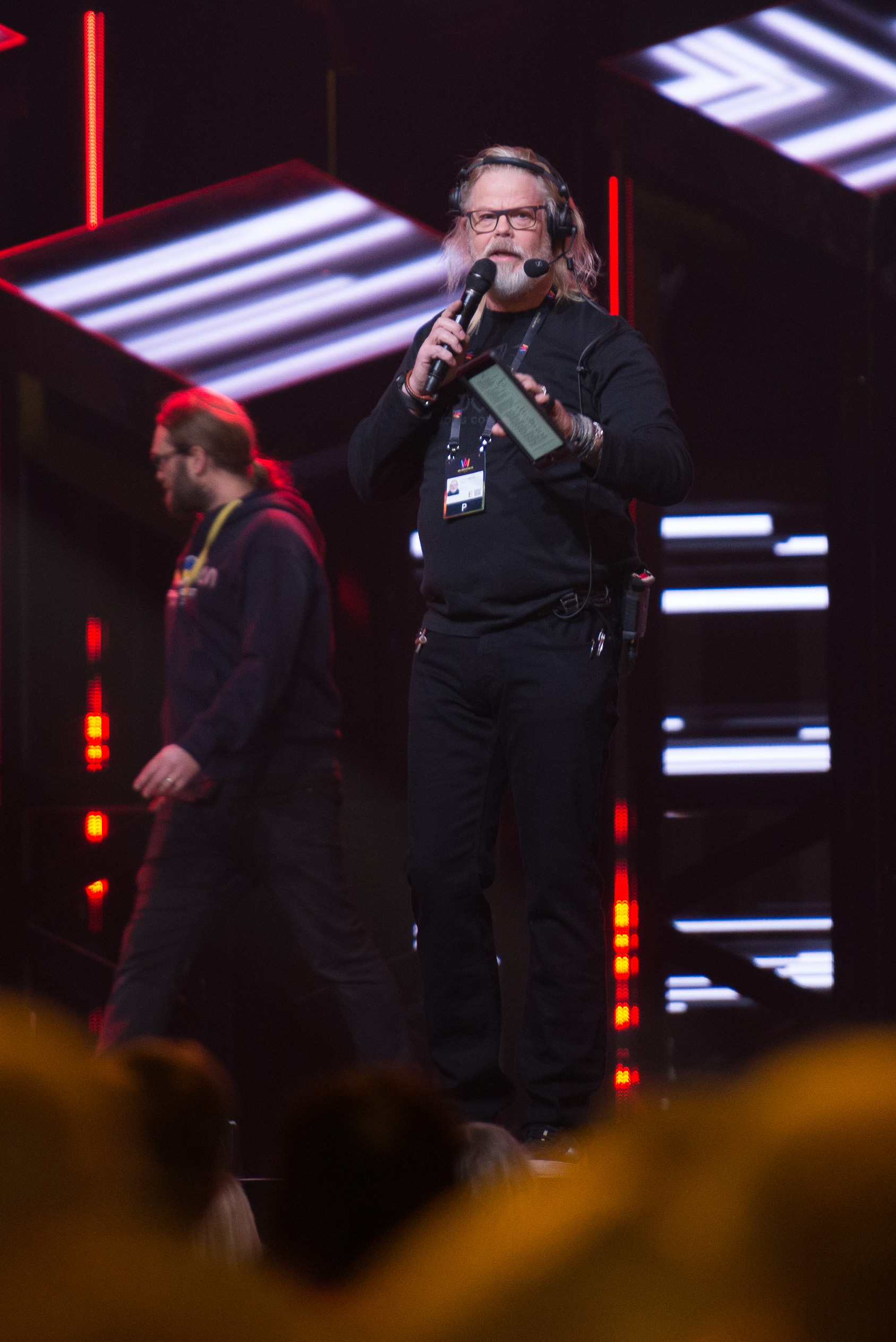
Henric von Zweigbergk vid sändningen av finalen i Melodifestivalen 2018.